# Liste des films de la Société Lumière tournés en France
Cette liste est issue du catalogue des films de la Société Lumière, produits entre 1895 et 1905.

Ce catalogue  comporte 1 423 films numérotés (610 tournés à l'étranger et 813 en France métropolitaine). 19 d’entre eux étant perdus, ce sont 1 404 films qui ont été identifiés et restaurés. Certaines vues portent le même titre et sont classées par série.
Outre les films de Louis Lumière, de nombreux opérateurs ont réalisé des courts métrages pour le compte de l'entreprise lumière en parcourant les quatre coins du monde, comme Alexandre Michon, Alexandre Promio, Charles Moisson, Clément Maurice, Constant Girel, Félix Mesguich, Francesco Felicetti, Francis Doublier, Gabriel Veyre, Gaston Velle, Giuseppe Filippi, Marius Sestier, Paul Menu, Shibata Tsunekichi, Ugo Bettini, Ugo Bettini et Vittorio Calcina, eux aussi pionniers du cinéma. Il y a 782 films dont l'opérateur n'a pu être identifié. 

Divers
Villes et paysages
Spectacles
Sports
Travail, chantiers
Militaires
Évènements officiels
Vues historiques et scènes reconstituées

## Divers
| Vue no                                              | Titre                                                                         | Opérateur        | Lieu de tournage                                                                          | Année |
| --------------------------------------------------- | ----------------------------------------------------------------------------- | ---------------- | ----------------------------------------------------------------------------------------- | ----- |
| 2                                                   | Ateliers de La Ciotat                                                         | Louis Lumière    | Chantier naval des Messageries maritimes, La Ciotat                                       | 1896  |
| 3                                                   | L'Aquarium                                                                    | id.              | France                                                                                    | id.   |
| 4                                                   | L'Autruche                                                                    | Inconnu          | Jardin d'acclimatation (Paris)                                                            | 1896  |
| 7                                                   | Arrivée d’un bateau à vapeur                                                  | Charles Moisson  | Boulogne-sur-Mer                                                                          | 1896  |
| 8                                                   | Arrivée d’un train en gare                                                    | Inconnu          | Villefranche-sur-Saône                                                                    | 1897  |
| 10                                                  | La Barque en mer                                                              | Louis Lumière    | La Ciotat                                                                                 | 1896  |
| 13                                                  | Les Balançoires                                                               | Inconnu          | Perrache (quartier de Lyon)                                                               | 1896  |
| 14                                                  | La Basse-cour                                                                 | id.              | France                                                                                    | id.   |
| 18                                                  | Bocal aux poissons rouges                                                     | id.              | France                                                                                    | 1897  |
| 21                                                  | Les Cygnes                                                                    | id.              | Parc de la Tête-d'Or, Lyon                                                                | 1896  |
| 25                                                  | Concours de bébés                                                             | id.              | Palais Guimet, Lyon                                                                       | id.   |
| 27                                                  | Concours de boules                                                            | id.              | Cours du Midi (aujourd'hui cours de Verdun), Lyon                                         | id.   |
| 37                                                  | Débarquement à Nice                                                           | id.              | Port Lympia, Nice                                                                         | 1897  |
| 44                                                  | Les Éléphants                                                                 | id.              | Jardin d'acclimatation (Paris)                                                            | 1896  |
| 46                                                  | Embarquement d’un cheval                                                      | id.              | Quai Chanzy (aujourd'hui quai Thurot), Boulogne-sur-Mer                                   | id.   |
| 47                                                  | Embarquement des filets de pêche                                              | id.              | Port de La Ciotat                                                                         | id.   |
| 50                                                  | Enfants jouant aux billes                                                     | id.              | France                                                                                    | id.   |
| 52                                                  | Gros temps en mer                                                             | id.              | Littoral méditerranéen                                                                    | id.   |
| 57                                                  | Lancement d’un navire                                                         | Louis Lumière    | Chantier naval de la Société des Forges et chantiers de la Méditerranée, La Seyne-sur-Mer | 1896  |
| 83                                                  | Récréation à la Martinière                                                    | Inconnu          | École La Martinière (aujourd'hui lycée La Martinière Diderot), Lyon                       | 1896  |
| 87                                                  | Les Rochers de la Vierge                                                      | id.              | Biarritz                                                                                  | id.   |
| 91                                                  | Sortie d’usine i, ii ii ,iv                                                   | Louis Lumière    | Chemin Saint-Victor (aujourd'hui rue du 1er Film), Monplaisir (Lyon)                      | 1895  |
| 96                                                  | Touristes revenant d’une excursion                                            | Inconnu          | Mont Boron, Nice                                                                          | 1897  |
| 97                                                  | Voitures automobiles                                                          | Clément Maurice  | Porte Maillot, Paris                                                                      | 1896  |
| 104                                                 | Boxeurs en tonneaux                                                           | inconnu          | France                                                                                    | 1897  |
| 109                                                 | Course en sacs                                                                | Louis Lumière    | Monplaisir                                                                                | 1896  |
| 110                                                 | Colin-maillard                                                                | Inconnu          | France                                                                                    | 1897  |
| 124                                                 | Barques                                                                       | id.              | Lac Léman, Évian-les-Bains                                                                | 1896  |
| 125                                                 | Embarquement                                                                  | id.              | Lac Léman, Évian-les-Bains                                                                | id.   |
| 126                                                 | Débarquement                                                                  | id.              | Lac Léman, Évian-les-Bains                                                                | id.   |
| 127                                                 | Arrivée d’un train à Perrache                                                 | id.              | Gare de Perrache, Lyon                                                                    | id.   |
| 158                                                 | Lyon : quai de l’Archevêché                                                   | id.              | Quai de l'Archevêché (aujourd'hui quai Romain-Rolland), Lyon                              | id.   |
| 159                                                 | Sauvetage de lapins                                                           | id.              | Neuville-sur-Saône                                                                        | id.   |
| 195                                                 | Le Brennus                                                                    | id.              | Villefranche-sur-Mer                                                                      | 1897  |
| 196                                                 | Le Magenta                                                                    | id.              | Villefranche-sur-Mer                                                                      | id.   |
| 424                                                 | Débarquement d’une mouche                                                     | id.              | Lyon                                                                                      | 1896  |
| 436                                                 | Cuirassé américain “San Francisco” en rade de Villefranche                    | id.              | Villefranche-sur-Mer                                                                      | 1897  |
| 437                                                 | Chiens : Défilé de meutes                                                     | id.              | France                                                                                    | id.   |
| 552                                                 | Courses au trot                                                               | id.              | Villefranche-sur-Saône                                                                    | id.   |
| 562                                                 | Bains sur la Saône                                                            | id.              | La Saône, Lyon                                                                            | id.   |
| 563                                                 | Bains sur le Rhône                                                            | id.              | le Rhône                                                                                  | id.   |
| 620                                                 | Départ d’un bateau à vapeur sur le lac Léman                                  | id.              | Lac Léman, Évian-les-Bains                                                                | id.   |
| 621 à 623                                           | Bataille de fleurs et défilé de chars i, ii, iii                              | id.              | France                                                                                    | id.   |
| 624 et 625                                          | Marché aux boeufs i, ii                                                       | id.              | Parc de la Villette, Paris                                                                | id.   |
| 627                                                 | Attelage d’un camion                                                          | id.              | France                                                                                    | id.   |
| 653                                                 | L'Arrivée d'un train en gare de La Ciotat                                     | Louis Lumière    | La Ciotat                                                                                 | 1897  |
| 766                                                 | Charmeur d’oiseaux                                                            | Inconnu          | Jardin des Tuileries, Paris                                                               | 1897  |
| 768                                                 | Feu de bois                                                                   | id.              | France                                                                                    | id.   |
| 776                                                 | Au quartier : Lavage de la vaisselle                                          | id.              | France                                                                                    | id.   |
| 777                                                 | Au quartier : Distribution de gamelles                                        | id.              | France                                                                                    | id.   |
| 830                                                 | Patineurs                                                                     | id.              | France                                                                                    | 1898  |
| 914 à 917                                           | Évian : Procession de la Fête-Dieu i, ii, iii, iv                             | id.              | Place du Marché (aujourd'hui place Charles de Gaulle)                                     | id.   |
| 931                                                 | Passage d’un tunnel en chemin de fer (pris de l’avant de la locomotive)       | id.              | Tunnel de Caluire, Gare de Lyon-Saint-Clair                                               | id.   |
| 932                                                 | Passage d’un tunnel en chemin de fer (pris de l’arrière du train)             | id.              | Perrache                                                                                  | id.   |
| 946                                                 | Barbe-Bleue                                                                   | id.              | Paris                                                                                     | id.   |
| 954                                                 | Jeu du pot-cassé                                                              | id.              | France                                                                                    | id.   |
| 955                                                 | Jeu de la poêle                                                               | id.              | France                                                                                    | id.   |
| 956                                                 | La Dînette des enfants                                                        | id.              | France                                                                                    | id.   |
| 957                                                 | Le Goûter Champêtre                                                           | id.              | France                                                                                    | id.   |
| 958                                                 | La Récréation des enfants                                                     | id.              | France                                                                                    | id.   |
| 996                                                 | L’Établissement thermal du Mont-Dore                                          | Inconnu          | Mont-Dore                                                                                 | 1898  |
| 1036                                                | Intérieur d’une imprimerie (tirage d’une épreuve)                             | id.              | France                                                                                    | 1899  |
| 1038                                                | Paris : Au bois                                                               | id.              | Paris                                                                                     | 1901  |
| 1039                                                | Vue de l’avant d’un transatlantique par un gros temps                         | id.              | En mer                                                                                    | 1899  |
| 1097                                                | La Piscine d’Aix-les-Bains                                                    | id.              | Établissement thermal                                                                     | 1899  |
| 1099                                                | Défilé de voitures de bébés à la pouponnière de Paris                         | id.              | Pouponnière de Paris (aujourd'hui Centre maternel départemental de Porchefontaine)        | id.   |
| 1101                                                | Le Chat qui joue                                                              | Louis Lumière    | Monplaisir, Lyon                                                                          | 1899  |
| 1128                                                | Nice : défilé d’automobiles                                                   | id.              | Nice                                                                                      | 1901  |
| 1129                                                | Nice : Arrivée à bord du yacht l’Aventurière                                  | id.              | Port Lympia, Nice                                                                         | id.   |
| 2016                                                | L’Estafette                                                                   | Inconnu          | France                                                                                    | 1905  |
| Vues comiques                                       |                                                                               |                  |                                                                                           |       |
| 831                                                 | Le Squelette joyeux                                                           | Inconnu          | France                                                                                    | 1898  |
| 872                                                 | Duel au pistolet (n°2)                                                        | id.              | Lyon                                                                                      | id.   |
| 873                                                 | Un prêté pour un rendu (n°2)                                                  | id.              | id.                                                                                       | id.   |
| 874                                                 | La Nourrice et Les Deux Soldats (n°2)                                         | id.              | id.                                                                                       | id.   |
| 875                                                 | La Nourrice et Le Soldat Amoureux                                             | id.              | id.                                                                                       | id.   |
| 876                                                 | L’Enfant au ballon                                                            | id.              | id.                                                                                       | id.   |
| 877                                                 | Une Farce à l’homme endormi (la mouche)                                       | id.              | id.                                                                                       | id.   |
| 878                                                 | Une Farce (la pipe en papier)                                                 | id.              | id.                                                                                       | id.   |
| 879                                                 | Une Farce (le pot de peinture)                                                | id.              | id.                                                                                       | id.   |
| 880                                                 | Le Scieur de bois mélomane                                                    | id.              | id.                                                                                       | id.   |
| 881                                                 | Jean qui pleure et Jean qui rit                                               | id.              | id.                                                                                       | id.   |
| 882                                                 | Sérénade interrompue                                                          | id.              | id.                                                                                       | id.   |
| 883                                                 | L’Amoureux sans perruque                                                      | id.              | id.                                                                                       | id.   |
| 884                                                 | L’Ivrogne                                                                     | id.              | id.                                                                                       | id.   |
| 885                                                 | L’Amoureux dans le sac                                                        | id.              | id.                                                                                       | id.   |
| 886 à 888                                           | Scènes burlesques devant un café i, ii, iii                                   | id.              | id.                                                                                       | id.   |
| 889                                                 | Le Rémouleur et L’Assiette au noir                                            | id.              | id.                                                                                       | id.   |
| 890                                                 | Le Barbier                                                                    | id.              | id.                                                                                       | id.   |
| 891                                                 | Les Saltimbanques                                                             | id.              | id.                                                                                       | id.   |
| 892                                                 | La Danseuse de corde                                                          | id.              | id.                                                                                       | id.   |
| 893                                                 | Transformations                                                               | id.              | id.                                                                                       | id.   |
| 894                                                 | Pierrot surpris                                                               | id.              | id.                                                                                       | id.   |
| 895                                                 | Sérénade de Pierrot                                                           | id.              | id.                                                                                       | id.   |
| 896                                                 | Pierrot et Le Fantôme (table)                                                 | id.              | id.                                                                                       | id.   |
| 897                                                 | Pierrot et Le Fantôme (bougies)                                               | id.              | id.                                                                                       | id.   |
| 947                                                 | Le Marchand de marrons                                                        | id.              | Paris                                                                                     | 1898  |
| 948                                                 | Querelle de matelassières                                                     | id.              | France                                                                                    | id.   |
| 949                                                 | Le Marchand de confetti                                                       | id.              | id.                                                                                       | id.   |
| 950                                                 | Querelle de soudards                                                          | id.              | id.                                                                                       | id.   |
| 951                                                 | Musique en chambre                                                            | id.              | id.                                                                                       | id.   |
| 952                                                 | Poursuite sur les toits                                                       | id.              | Paris                                                                                     | id.   |
| 2014                                                | Souverains et Hommes illustres                                                | id.              | id.                                                                                       | 1904  |
| 2015                                                | Un enlèvement à Grenade                                                       | id.              | id.                                                                                       | id.   |
| Vues comiques d' Alexandre Promio                   |                                                                               |                  |                                                                                           |       |
| 112                                                 | Le Dentiste                                                                   | Alexandre Promio | Paris                                                                                     | 1897  |
| 116                                                 | Jury de peinture                                                              | id.              | id.                                                                                       | id.   |
| 121                                                 | Voyageur et voleurs                                                           | id.              | id.                                                                                       | id.   |
| 674                                                 | Chez le juge de paix                                                          | id.              | id.                                                                                       | id.   |
| 675                                                 | Nounou et soldats                                                             | id.              | id.                                                                                       | id.   |
| 676                                                 | Les Tribulations d’une concierge                                              | id.              | id.                                                                                       | id.   |
| 677                                                 | Colleurs d’affiches                                                           | id.              | id.                                                                                       | id.   |
| 678                                                 | Les Boxeurs et Le Spectateur trop curieux puni                                | id.              | id.                                                                                       | id.   |
| 679                                                 | Scène chez l’antiquaire                                                       | id.              | id.                                                                                       | id.   |
| 680                                                 | Le Charpentier maladroit                                                      | id.              | id.                                                                                       | id.   |
| 753                                                 | Chez le cordonnier                                                            | id.              | id.                                                                                       | id.   |
| 754                                                 | Les Deux Ivrognes                                                             | id.              | id.                                                                                       | id.   |
| 755                                                 | La Paralytique                                                                | id.              | id.                                                                                       | id.   |
| 756                                                 | Une farce à la chambrée                                                       | id.              | id.                                                                                       | id.   |
| 763                                                 | Bataille d’enfants à coup d’oreillers                                         | id.              | id.                                                                                       | id.   |
| Vues comiques à Monplaisir                          |                                                                               |                  |                                                                                           |       |
| 99                                                  | L'Arroseur arrosé i; ii; iii                                                  | Louis Lumière    | jardin maison Lumière, Monplaisir (Lyon)                                                  | 1895  |
| 100                                                 | Bataille de femmes                                                            | Félix Mesguich   | Usine Lumière, Monplaisir (Lyon)                                                          | 1896  |
| 101                                                 | Bataille de boules de neige                                                   | Inconnu          | Cours Gambetta (aujourd'hui cours Albert-Thomas), Monplaisir (Lyon)                       | 1897  |
| 102                                                 | Bonne d’enfants et Cuirassier                                                 | Inconnu          | Monplaisir (Lyon)                                                                         | 1897  |
| 103                                                 | Bonne d’enfants et soldat                                                     | Inconnu          | id.                                                                                       | id.   |
| 108                                                 | Charpentier et cartonnier                                                     | Inconnu          | id.                                                                                       | id.   |
| 111                                                 | La Discussion                                                                 | Louis Lumière    | id.                                                                                       | 1895  |
| 115                                                 | Joueurs de cartes arrosés                                                     | Inconnu          | id.                                                                                       | 1896  |
| 118                                                 | Photographe                                                                   | Louis Lumière    | id.                                                                                       | 1895  |
| 660                                                 | Bataille entre quatre femmes                                                  | Inconnu          | id.                                                                                       | 1897  |
| 661                                                 | Saut de mouton                                                                | id.              | id.                                                                                       | id.   |
| 662                                                 | Le Lit en bascule                                                             | id.              | id.                                                                                       | id.   |
| 663                                                 | L’Assiette au noir                                                            | id.              | id.                                                                                       | id.   |
| 664                                                 | Colin-maillard au baquet                                                      | id.              | id.                                                                                       | id.   |
| 665                                                 | Le Faux Cul-de-Jatte                                                          | id.              | id.                                                                                       | id.   |
| 666                                                 | Le Cocher endormi                                                             | id.              | id.                                                                                       | id.   |
| 667                                                 | Le Planton endormi                                                            | id.              | id.                                                                                       | id.   |
| 681                                                 | Bataille de femmes interrompue par un chien                                   | id.              | id.                                                                                       | id.   |
| Les vues fantasmagoriques tournées par Gaston Velle |                                                                               |                  |                                                                                           |       |
| 2001                                                | Le Château hanté                                                              | Gaston Velle     | Monplaisir                                                                                | 1903  |
| 2002                                                | La Marmite diabolique                                                         | id.              | id.                                                                                       | id.   |
| 2003                                                | Substitutions                                                                 | id.              | id.                                                                                       | id.   |
| 2004                                                | Le Prestidigitateur au café                                                   | id.              | id.                                                                                       | id.   |
| 2005                                                | Pierrot et La Flûte enchantée                                                 | id.              | id.                                                                                       | id.   |
| 2006                                                | Le Gendarme et Les Domestiques                                                | id.              | id.                                                                                       | id.   |
| 2007                                                | Le Repas fantastique                                                          | id.              | id.                                                                                       | id.   |
| 2008                                                | Une scène à l’octroi                                                          | id.              | id.                                                                                       | id.   |
| 2009                                                | Arlequin et Méphistophélès                                                    | id.              | id.                                                                                       | id.   |
| 2010                                                | Le Cambrioleur                                                                | id.              | id.                                                                                       | id.   |
| 2011                                                | Tentation de Saint-Antoine                                                    | id.              | id.                                                                                       | id.   |
| 2012                                                | Chirurgie mécanique                                                           | id.              | id.                                                                                       | id.   |
| 2013                                                | Les Poupées                                                                   | id.              | id.                                                                                       | id.   |
| Les dernières vues comiques                         |                                                                               |                  |                                                                                           |       |
| 2017                                                | Rally-paper                                                                   | Inconnu          | France                                                                                    | 1905  |
| 2018                                                | L’Hôtel infernal                                                              | id.              | id.                                                                                       | id.   |
| 2019                                                | Une chasse de Tartarin                                                        | id.              | id.                                                                                       | id.   |
| 2020                                                | Fanfan-la-Tulipe                                                              | id.              | id.                                                                                       | id.   |
| 2021                                                | Accident d'automobile                                                         | id.              | id.                                                                                       | id.   |
| 2022                                                | Une farce de Gavroche                                                         | id.              | id.                                                                                       | id.   |
| 2023                                                | Le Moustique récalcitrant                                                     | id.              | id.                                                                                       | id.   |
| Au Clos des Plages                                  |                                                                               |                  |                                                                                           |       |
| 5                                                   | Arrivée en voiture                                                            | Louis Lumière    | Maison Lumière du Clos des Plages, La Ciotat                                              | 1896  |
| 9                                                   | Barque sortant du port                                                        | id.              | id.                                                                                       | id.   |
| 11                                                  | Baignade en mer                                                               | id.              | id.                                                                                       | id.   |
| 22                                                  | Le Concert                                                                    | id.              | id.                                                                                       | id.   |
| 32                                                  | Départ en voiture                                                             | id.              | id.                                                                                       | id.   |
| 48                                                  | Embarquement pour la promenade                                                | id.              | id.                                                                                       | id.   |
| 55                                                  | La Leçon de bicyclette                                                        | id.              | id.                                                                                       | 1896  |
| 72                                                  | Une partie de boules                                                          | id.              | id.                                                                                       | id.   |
| 73                                                  | Partie d'écarté                                                               | id.              | id.                                                                                       | id.   |
| 74                                                  | Partie de tric-trac                                                           | id.              | id.                                                                                       | id.   |
| 82                                                  | Querelle enfantine                                                            | id.              | id.                                                                                       | id.   |
| 84                                                  | Radeau avec baigneurs                                                         | id.              | id.                                                                                       | 1897  |
| 85                                                  | Retour d’une promenade en mer                                                 | id.              | id.                                                                                       | 1896  |
| 107                                                 | Charcuterie mécanique                                                         | id.              | id.                                                                                       | id.   |
| 120                                                 | Un prêté pour un rendu                                                        | id.              | id.                                                                                       | id.   |
| 566                                                 | Une partie de lawn-tennis i                                                   | id.              | id.                                                                                       | 1897  |
| 654                                                 | Le Goûter des bébés                                                           | id.              | id.                                                                                       | id.   |
| 656                                                 | Bains en mer                                                                  | id.              | id.                                                                                       | id.   |
| 657                                                 | Douche après le bain                                                          | id.              | id.                                                                                       | id.   |
| 767                                                 | Enfants au bord de la mer                                                     | id.              | id.                                                                                       | id.   |
| 64                                                  | Les Mauvaises herbes                                                          | Auguste Lumière  | id.                                                                                       | 1897  |
| Maison Koehler à Monplaisir                         |                                                                               |                  |                                                                                           |       |
| 41                                                  | Déjeuner du chat                                                              | Louis Lumière    | Maison Koehler,Monplaisir (Lyon)                                                          | 1897  |
| 43                                                  | Enfants aux jouets                                                            | id.              | id.                                                                                       | 1897  |
| 49                                                  | L'Enfant et Le Chien                                                          | id.              | id.                                                                                       | 1896  |
| 67                                                  | Les Premiers Pas de bébé                                                      | id.              | id.                                                                                       | 1896  |
| 69                                                  | La Pêche aux poissons rouges                                                  | id.              | id.                                                                                       | 1895  |
| 86                                                  | Repas de chats                                                                | id.              | id.                                                                                       | 1896  |
| 88                                                  | Le Repas de bébé                                                              | id.              | id.                                                                                       | 1895  |
| 89                                                  | Un repas en famille au Japon                                                  | id.              | id.                                                                                       | 1896  |
| 94                                                  | Enfants, Chiens et Chat                                                       | id.              | id.                                                                                       | 1896  |
| 658                                                 | Petit Frère et Petite Sœur                                                    | id.              | id.                                                                                       | 1897  |
| 659                                                 | Ronde enfantine                                                               | id.Id            | id.                                                                                       | 1897  |
| 959                                                 | Déjeuner des deux bébés et du minet                                           | Inconnu          | id.                                                                                       | 1898  |
| 960                                                 | Bataille d’oreillers (n°2)                                                    | Inconnu          | France                                                                                    | 1898  |
| 1100                                                | La Petite Fille et son chat                                                   | Inconnu          | id.                                                                                       | 1900  |
| 1102                                                | La Toilette du petit chien                                                    | Louis lumière    | id.                                                                                       | 1901  |
| 148                                                 | Sortie de l’église                                                            | Inconnu          | Église Sainte-Perpétue, Nîmes                                                             | 1896  |
| Le mariage de Gabrielle Moisson                     |                                                                               |                  |                                                                                           |       |
| 557                                                 | Entrée d’une noce à l’église                                                  | Inconnu          | Église Saint-Lambert de Vaugirard, Paris                                                  | 1897  |
| 558                                                 | Sortie d’une noce de l’église                                                 | id.              | id.                                                                                       | id.   |
| La Cavalcade de bienfaisance à Lyon                 |                                                                               |                  |                                                                                           |       |
| 23                                                  | Cavalcade : Char du soleil                                                    | Inconnu          | Lyon                                                                                      | 1896  |
| 24                                                  | Cavalcade : Guerriers romains et abyssins                                     | Inconnu          | Lyon                                                                                      | 1896  |
| Le village noir au jardin d'acclimatation de Paris  |                                                                               |                  |                                                                                           |       |
| 12                                                  | Baignade de nègres                                                            | Inconnu          | Jardin d'acclimatation (Paris)                                                            | 1896  |
| 66                                                  | Nègres en corvée                                                              | id.              | id.                                                                                       | id.   |
| Le village achantis à Lyon                          |                                                                               |                  |                                                                                           |       |
| 441 et 442                                          | Danse du sabre i, ii                                                          | Inconnu          | Perrache, cours du Midi (aujourd'hui cours de Verdun), Lyon                               | 1897  |
| 443                                                 | Danse de jeunes filles                                                        | id.              | id.                                                                                       | id.   |
| 444                                                 | Danse de femmes                                                               | id.              | id.                                                                                       | id.   |
| 445                                                 | Danse du féticheur                                                            | id.              | id.                                                                                       | id.   |
| 446                                                 | Défilé de la tribu                                                            | id.              | id.                                                                                       | id.   |
| 447 et 448                                          | Repas des négrillons i, ii                                                    | id.              | id.                                                                                       | id.   |
| 449 et 450                                          | Toilette d’un négrillon i, ii                                                 | id.              | id.                                                                                       | id.   |
| 451                                                 | Récréation des négrillons                                                     | id.              | id.                                                                                       | id.   |
| 452                                                 | École des négrillons                                                          | id.              | id.                                                                                       | id.   |
| 564                                                 | Danse d’hommes                                                                | id.              | id.                                                                                       | id.   |
| 565                                                 | Leçon de danse                                                                | id.              | id.                                                                                       | id.   |
| Inondations de Voiron                               |                                                                               |                  |                                                                                           |       |
| 568                                                 | Reconstruction du pont sur la Morge par le génie                              | Inconnu          | Voiron                                                                                    | 1897  |
| 569                                                 | Arrivée du maire et des officiers                                             | id.              | id.                                                                                       | id.   |
| 570                                                 | Nouveau pont sur la Morge                                                     | id.              | id.                                                                                       | id.   |
| Lourdes                                             |                                                                               |                  |                                                                                           |       |
| 641 et 642                                          | Transport de malades i, ii                                                    | Inconnu          | Lourdes                                                                                   | 1897  |
| 643 à 645                                           | Procession i, ii, iii                                                         | id.              | id.                                                                                       | id.   |
| 646                                                 | Sortie de l’église du Rosaire                                                 | id.              | Esplanade de la Basilique Notre-Dame-du-Rosaire de Lourdes                                | id.   |
| 647                                                 | Embarquement des pèlerins à la gare                                           | id.              | id.                                                                                       | id.   |
| La Passion du Christ en 13 tableaux                 |                                                                               |                  |                                                                                           |       |
| 933                                                 | L’Adoration des Mages                                                         | Alexandre Promio | Paris                                                                                     | 1898  |
| 934                                                 | La Fuite en Égypte                                                            | id.              | id.                                                                                       | id.   |
| 935                                                 | L’Arrivée à Jérusalem                                                         | id.              | id.                                                                                       | id.   |
| 936                                                 | Trahison de Judas                                                             | id.              | id.                                                                                       | id.   |
| 937                                                 | Résurrection de Lazare                                                        | id.              | id.                                                                                       | id.   |
| 938                                                 | La Cène                                                                       | id.              | id.                                                                                       | id.   |
| 939                                                 | L'Arrestation de Jésus-Christ                                                 | id.              | id.                                                                                       | id.   |
| 940                                                 | La Flagellation                                                               | id.              | id.                                                                                       | id.   |
| 941                                                 | Le Couronnement d’épines                                                      | id.              | id.                                                                                       | id.   |
| 942                                                 | La Mise en croix                                                              | id.              | id.                                                                                       | id.   |
| 943                                                 | Le Calvaire                                                                   | id.              | id.                                                                                       | id.   |
| 944                                                 | La Mise au tombeau                                                            | id.              | id.                                                                                       | id.   |
| 945                                                 | La Résurrection                                                               | id.              | id.                                                                                       | id.   |
| Lina de Ferkel                                      |                                                                               |                  |                                                                                           |       |
| 990 et 991                                          | Une scène d’hypnotisme i, ii                                                  | Inconnu          | France                                                                                    | 1898  |
| Exposition universelle de Paris 1900                |                                                                               |                  |                                                                                           |       |
| 1103                                                | Intérieur d’une vacherie                                                      | Inconnu          | Exposition universelle de 1900, Village suisse, chalet de la Crèmerie                     | 1900  |
| 1121                                                | Expérience du ballon dirigeable de Mr Santos-Dumont : Sortie du ballon        | id.              | Aéro-club, Saint-Cloud                                                                    | id.   |
| 1122                                                | Expérience du ballon dirigeable de M. Santos-Dumont : Le Ballon et Son Moteur | id.              | id.                                                                                       | id.   |
| 1123                                                | Danse espagnole de la Feria Sevillanos                                        | id.              | Exposition universelle de 1900, Paris                                                     | id.   |
| 1124                                                | Danse espagnole de la Feria Cuadro flamenco                                   | id.              | id.                                                                                       | id.   |
| 1134                                                | Un troupeau suisse                                                            | id.              | Village suisse                                                                            | id.   |
| 1154                                                | Le Château d’eau vu de la tour Eiffel                                         | id.              | id.                                                                                       | id.   |
| 1155 à 1158                                         | Vue prise d’une plate-forme mobile i, ii, iii, iv                             | id.              | id.                                                                                       | id.   |
| 1159                                                | Vue générale du pont Alexandre III                                            | id.              | Pont Alexandre-III                                                                        | id.   |
| 1160                                                | Pavillon de la Suède                                                          | id.              | Quai d'Orsay (aujourd'hui quai Branly)                                                    | id.   |
| 1161 et 1162                                        | Le Vieux Paris : Vue prise en bateau i, ii                                    | id.              | Passerelle Debilly                                                                        | id.   |
| 1163 à 1165                                         | La Rue des nations i, ii, iii                                                 | id.              | Quai d'Orsay                                                                              | id.   |
| 1166                                                | Le Petit Palais                                                               | id.              | Petit Palais                                                                              | id.   |
| 1167                                                | Vue générale de l’exposition prise du Trocadéro                               | id.              | Trocadéro                                                                                 | id.   |
| 1168                                                | Le Grand Palais                                                               | id.              | Le Grand Palais                                                                           | id.   |
| 1169                                                | Les Invalides : Vue prise du pont Alexandre III                               | id.              | Les Invalides                                                                             | id.   |
| 1170                                                | Les Jardins du Champ-de-Mars                                                  | id.              | Champ-de-Mars                                                                             | id.   |
| 1171                                                | La Tour Eiffel vue du Trocadéro                                               | id.              | Tour Eiffel                                                                               | id.   |
| 1172                                                | Les Escaliers du pont de l’Alma                                               | id.              | Quai Debilly                                                                              | id.   |
| 1173                                                | Le Pont de l’Alma                                                             | id.              | Pont de l'Alma                                                                            | id.   |
| 1174                                                | Plate-forme mobile et train électrique                                        | id.              | Place de l'École-Militaire                                                                | id.   |
| 1175                                                | L’Escalier du Petit Palais                                                    | id.              | Petit Palais                                                                              | id.   |
| 1176 à 1178                                         | La Fête des fleurs i, ii, iii                                                 | id.              | Paris                                                                                     | id.   |

## Villes et paysages
| Vue no                    | Titre                                                        | Opérateur      | Lieu de tournage                                                       | Année |
| ------------------------- | ------------------------------------------------------------ | -------------- | ---------------------------------------------------------------------- | ----- |
| 80                        | Panorama du départ de la gare d’Ambérieu pris du train       | Inconnu        | Ambérieu-en-Bugey                                                      | 1897  |
| 81                        | Panorama de l’arrivée à Aix-les-Bains pris du train          | id.            | Aix-les-Bains                                                          | id.   |
| 157                       | La Rue Alsace-Lorraine                                       | id.            | Rue d'Alsace-Lorraine (Toulouse)                                       | 1896  |
| 128                       | Place des Cordeliers                                         | Louis Lumière  | Place des Cordeliers à Lyon                                            | 1895  |
| 129                       | Place Bellecour                                              | id.            | Place Bellecour, Lyon                                                  | 1896  |
| 130                       | Panorama de l’arrivée en gare de Perrache pris du train      | Inconnu        | La Saône, Lyon                                                         | 1897  |
| 131                       | Panorama des quais de la Saône pris d’un bateau              | id.            | id.                                                                    | id.   |
| 146                       | Panorama du casino pris d’un bateau                          | id.            | Nice                                                                   | id.   |
| 149                       | Arc de triomphe                                              | id.            | Champs Élysées, Paris                                                  | 1896  |
| 150                       | Bassin des Tuileries                                         | id.            | Jardin des Tuileries, Paris                                            | id.   |
| 151 et 152                | Champs-Élysées i, ii                                         | id.            | Champs-Élysées                                                         | id.   |
| 153                       | Place de la Concorde                                         | id.            | Place de la Concorde, Paris                                            | 1897  |
| 154                       | Place de l’Opéra                                             | id.            | Place de l'Opéra, Paris                                                | 1896  |
| 160                       | Panorama pris d’un train                                     | id.            | Mâcon                                                                  | id.   |
| 684 à 687                 | Panorama des rives de la Seine i, ii, iii, iv                | id.            | Paris                                                                  | 1897  |
| 688                       | Le Pont-Neuf                                                 | id.            | Le Pont Neuf Paris                                                     | id.   |
| 689                       | Place de la République                                       | id.            | Place de la République (Paris)                                         | id.   |
| 690                       | Rue Castiglione                                              | id.            | Rue de Castiglione                                                     | id.   |
| 691                       | Parvis de Notre-Dame                                         | id.            | Parvis de la Cathédrale Notre-Dame de Paris                            | id.   |
| 692                       | Place de la Concorde et Entrée de la rue Royale              | id.            | Place de la Concorde, Paris                                            | id.   |
| 693                       | Place de la Concorde (obélisque et fontaines)                | id.            | Paris                                                                  | id.   |
| 694                       | Panorama d’Auteuil                                           | id.            | Viaduc du Point-du-Jour, Auteuil                                       | id.   |
| 992                       | Panorama pendant l’ascension de la tour Eiffel               | id.            | Tour Eiffel, Paris                                                     | 1898  |
| 997                       | Panorama pris d’un ballon captif                             | id.            | France                                                                 | id.   |
| 1126                      | Lyon : La Place du Pont                                      | id.            | Place du Pont                                                          | 1900  |
| Vues de Marseille en 1896 |                                                              |                |                                                                        |       |
| 28                        | Déchargement de grains                                       | Inconnu        | Vieux-Port de Marseille                                                | 1896  |
| 39                        | Départ d’un transatlantique                                  | id.            | port de La Joliette, Marseille                                         | 1897  |
| 65                        | Le Marché                                                    | Louis Lumière  | Marseille                                                              | 1896  |
| 132                       | La Bourse                                                    | id.            | La Canebière                                                           | id.   |
| 133                       | La Canebière                                                 | id.            | La Canebière, Marseille                                                | id.   |
| 134                       | Cours Belsunce                                               | Inconnu        | Cours Belsunce                                                         | 1896  |
| 135                       | Marché aux poissons                                          | id.            | Vieux-Port de Marseille                                                | id.   |
| 136                       | Le Port de la Joliette                                       | id.            | Le port de la Joliette, Marseille                                      | id.   |
| 137                       | Vieux port                                                   | id.            | Vieux port                                                             | id.   |
| 556                       | Panorama de Meudon                                           | id.            | La Seine, Meudon                                                       | 1897  |
| Le funiculaire            |                                                              |                |                                                                        |       |
| 993 et 994                | Panorama du funiculaire de Bellevue i, ii                    | Inconnu        | Bellevue                                                               | 1898  |
| 995                       | Panorama du funiculaire du Mont-Dore                         | id.            | Monts Dore                                                             | id.   |
| 1098                      | Le Funiculaire d’Aix-les-Bains au Mont Revard                | id.            | Mont Revard, Aix-les-Bains                                             | 1899  |
| À travers la France       |                                                              |                |                                                                        |       |
| 1181                      | Gérardmer : la Schlucht                                      | Inconnu        | Col de la Schlucht, Gérardmer                                          | 1900  |
| 1182                      | Nancy : La Place Stanislas                                   | id.            | Place Stanislas, Nancy                                                 | id.   |
| 1183                      | Épinal : Les Bords de la Moselle                             | id.            | La Moselle, Épinal                                                     | id.   |
| 1184                      | Troyes : L’Hôtel de ville                                    | id.            | Place de l'Hôtel de ville (aujourd'hui place Alexandre Israël), Troyes | id.   |
| 1185                      | Troyes : la fontaine Dorgence                                | id.            | Troyes                                                                 | id.   |
| 1186                      | Domrémy : la maison de Jeanne d’Arc                          | id.            | Maison natale de Jeanne d'Arc, Domrémy                                 | id.   |
| 1187                      | Reims : le marché                                            | id.            | Reims                                                                  | id.   |
| 1188                      | Reims : la cathédrale                                        | id.            | Reims                                                                  | id.   |
| 1189                      | La Bourboule : Sortie de l’établissement thermal             | id.            | Établissement thermal,La Bourboule                                     | id.   |
| 1190                      | La Bourboule : Une danse locale                              | id.            | La Bourboule                                                           | id.   |
| 1191 et 1199              | Mont-Dore : l’établissement thermal i, ii                    | id.            | Place du Panthéon, Mont-Dore                                           | id.   |
| 1192                      | Auray : sortie de l’église                                   | id.            | Auray                                                                  | id.   |
| 1193                      | Dinard : Panorama en quittant le port                        | id.            | Dinard                                                                 | id.   |
| 1194                      | Dinard : L’Arrivée du bac de Saint-Malo                      | id.            | id.                                                                    | id.   |
| 1195                      | Saint-Malo : lancement d’une barque de pêche                 | id.            | Saint-Malo                                                             | id.   |
| 1196                      | Uriage : départ d’une caravane                               | id.            | Uriage                                                                 | id.   |
| 1197                      | Vizille : La Gare                                            | id.            | Vizille                                                                | id.   |
| 1198                      | Clermont-Ferrand : Une rue                                   | id.            | Clermont-Ferrand                                                       | id.   |
| 1200                      | Aix-les-Bains : la Place                                     | id.            | Aix-les-Bains                                                          | id.   |
| 1201                      | Évian : Arrivée d’un bateau et débarquement                  | id.            | Lac Léman, Évian-les-Bains                                             | id.   |
| 1202                      | Évian : Arrivée d’un bateau                                  | id.            | id.                                                                    | id.   |
| 1203                      | Glaciers de la Meije : Caravane vue de loin                  | id.            | La Meije, massif de l'Oisans, Saint-Claude                             | id.   |
| 1204                      | Chamonix : le Mauvais pas                                    | id.            | le Mauvais pas, Chamonix                                               | id.   |
| 1205                      | Chamonix : montée à travers les glaciers                     | id.            | La Mer de Glace                                                        | id.   |
| 1206                      | Chamonix : La Mer de Glace. Montée                           | id.            | La Mer de Glace                                                        | id.   |
| 1207                      | Chamonix : la Mer de Glace. Descente                         | id.            | id.                                                                    | id.   |
| 1208                      | Chamonix : Arrivée en voitures des breaks d’excursion        | id.            | place de l'Église                                                      | id.   |
| 1209                      | Chamonix : le Village                                        | id.            | rue de l'Église                                                        | id.   |
| 1210 à 1212               | Panorama de la ligne de Cauteret i, ii, iii                  | Félix Mesguich | vallée du gave de Cauterets                                            | id.   |
| 1213 et 1214              | Cauterets : Défilé i, ii                                     | id.            | Cauterets                                                              | id.   |
| 1215                      | Cirque de Gavarnie : Caravane                                | id.            | Cirque de Gavarnie, Gavarnie                                           | id.   |
| 1216                      | Pau : La Terrasse                                            | id.            | Boulevard des Pyrénées, Pau                                            | id.   |
| 1217                      | Pau : La Place du marché                                     | id.            | Pau                                                                    | id.   |
| 1218                      | Biarritz : Une rue                                           | id.            | Biarritz                                                               | id.   |
| 1219                      | Biarritz : Le Port-Vieux                                     | id.            | Le Port-Vieux                                                          | id.   |
| 1220                      | Biarritz : La Plage et La Mer                                | id.            | Grande Plage                                                           | id.   |
| 1221                      | Biarritz : La Plage et L’Établissement                       | id.            | id.                                                                    | id.   |
| 1222                      | Arles : La Sortie de Saint-Trophime                          | Inconnu        | Cathédrale Saint-Trophime d'Arles                                      | id.   |
| 1223                      | Arles : Farandoleurs dans les arènes                         | id.            | Arènes d'Arles                                                         | id.   |
| 1230 à 1232               | Nice : Panorama sur la ligne de Beaulieu à Monaco i, ii, iii | Félix Mesguich | Beaulieu-sur-Mer                                                       | id.   |

## Spectacles
| Vue no                         | Titre                                                                     | Opérateur        | Lieu de tournage                                   | Année |
| ------------------------------ | ------------------------------------------------------------------------- | ---------------- | -------------------------------------------------- | ----- |
| 106                            | Coiffures                                                                 | Inconnu          | France                                             | 1896  |
| 119 et 762                     | Prestidigitateur i, ii                                                    | Inconnu          | France                                             | 1897  |
| 155                            | Cortège du Boeuf gras                                                     | Inconnu          | Paris                                              | 1897  |
| 156                            | Char de la reine des reines                                               | Inconnu          | Paris                                              | 1897  |
| 571                            | Peinture à l’envers                                                       | Inconnu          | France                                             | 1897  |
| 651                            | Danseur russe                                                             | Alexandre Promio | Paris                                              | 1897  |
| 682                            | Faust : Apparition de Méphistophélès                                      | id.              | id.                                                | id.   |
| 683                            | Faust : métamorphose de Faust et apparition de Marguerite                 | id.              | id.                                                | id.   |
| 771 à 773                      | Cinghalais : Danse des couteaux i, ii, iii                                | id.              | id.                                                | id.   |
| 758                            | Équilibriste                                                              | Inconnu          | France                                             | 1897  |
| 759 à 761                      | Acrobates i, ii, iii                                                      | id.              | id.                                                | id.   |
| 967                            | Napoléon et le grognard                                                   | id.              | id.                                                | id.   |
| 968                            | Pasteur, Lesseps, Alexandre Dumas, Victor Hugo, Zola                      | id.              | id.                                                | id.   |
| 969                            | Thiers, Mac-Mahon, Grévy, Carnot, Félix Faure                             | id.              | id.                                                | id.   |
| 970                            | Victor Hugo et les principaux personnages des Misérables                  | id.              | id.                                                | id.   |
| 998, perdu                     | Départ d’une montgolfière (avec une acrobate pendue par les mains)        | Inconnu          | France                                             | 1898  |
| Le cirque Rancy                |                                                                           |                  |                                                    |       |
| 438-439                        | Cheval de haute école i, ii                                               | Inconnu          | Cours du Midi (aujourd'hui cours de Verdun), Lyon  | 1897  |
| 440                            | Le Cheval sauteur                                                         | id.              | id.                                                | id.   |
| 460                            | Le Ballon                                                                 | id.              | id.                                                | id.   |
| 461-462                        | Les Chapeaux i, ii                                                        | id.              | id.                                                | id.   |
| 463                            | Chapeaux et Équilibres                                                    | id.              | id.                                                | id.   |
| 464                            | Sauts périlleux                                                           | id.              | id.                                                | id.   |
| 465                            | Clowns : Saut de la corde                                                 | id.              | id.                                                | id.   |
| 466                            | L’Homme-chien                                                             | id.              | id.                                                | id.   |
| 467                            | Le Gendarme et le Voleur                                                  | id.              | id.                                                | id.   |
| Chats et chiens savants        |                                                                           |                  |                                                    |       |
| 986                            | Les Chats boxeurs                                                         | Inconnu          | France                                             | 1898  |
| 987                            | Chiens savants : La Danse serpentine                                      | id.              | id.                                                | id.   |
| 988                            | Chiens savants : Sauts                                                    | id.              | id.                                                | id.   |
| 989                            | Chiens savants : Exercice du tonneau                                      | id.              | id.                                                | id.   |
| 1046                           | Les Bouteilles                                                            | Inconnu          | Paris                                              | 1899  |
| 1047                           | Les Barrières                                                             | id.              | id.                                                | id.   |
| 1048                           | Équilibre et Moulinet                                                     | id.              | id.                                                | id.   |
| 1049                           | Sauts                                                                     | id.              | id.                                                | id.   |
| 1050                           | Chiens savants : Équilibres                                               | id.              | id.                                                | id.   |
| Le Cake-Walk                   |                                                                           |                  |                                                    |       |
| 1350 et 1352                   | Nègres i, ii                                                              | Inconnu          | Lyon                                               | 1903  |
| 1351                           | Négrillons                                                                | id.              | id.                                                | id.   |
| 1353                           | Les Elkes, champions du cake-walk                                         | id.              | id.                                                | id.   |
| 1354                           | Final                                                                     | id.              | id.                                                | id.   |
| Foottit et Chocolat            |                                                                           |                  |                                                    |       |
| 1138                           | Foottit et Chocolat : Boxeurs                                             | Inconnu          | Nouveau Cirque (Paris)                             | 1900  |
| 1139                           | Foottit et Chocolat : Acrobates sur la chaise                             | id.              | id.                                                | id.   |
| 1140                           | Foottit et Chocolat : Chaise en bascule                                   | id.              | id.                                                | id.   |
| 1141                           | Foottit et Chocolat : Guillaume Tell                                      | id.              | id.                                                | id.   |
| 1142                           | Foottit et Chocolat : Le Policeman                                        | id.              | id.                                                | id.   |
| 1143                           | Foottit et Chocolat : La mort de Chocolat                                 | id.              | id.                                                | id.   |
| Les trois John                 |                                                                           |                  |                                                    |       |
| 669 à 671                      | Les Anglais en voyage i, ii, iii                                          | Inconnu          | France                                             | 1897  |
| 672                            | Le Cigare introuvable                                                     | id.              | id.                                                | id.   |
| Jongleur                       |                                                                           |                  |                                                    |       |
| 898                            | Jongleur : Le Parapluie                                                   | Inconnu          | Lyon                                               | 1898  |
| 899                            | Jongleur : Le Ballon                                                      | id.              | id.                                                | id.   |
| 900                            | Jongleur : Les Boules                                                     | id.              | id.                                                | id.   |
| 901                            | Jongleur : Les Couteaux                                                   | id.              | id.                                                | id.   |
| 902                            | Jongleur : Les Assiettes                                                  | id.              | id.                                                | id.   |
| 903                            | Jongleur : Le Bilboquet                                                   | id.              | id.                                                | id.   |
| Ballet                         |                                                                           |                  |                                                    |       |
| 29                             | Un pas de deux                                                            | Inconnu          | France                                             | 1896  |
| 648                            | Danseuse de ballet                                                        | id.              | Paris                                              | 1897  |
| 774 et 775                     | Ballet : Le Carnaval de Venise i, ii                                      | id.              | Lyon                                               | 1897  |
| 904 et 905                     | Ballet de Flora : variations i, ii                                        | id.              | Lyon                                               | 1898  |
| 906 à 908                      | Ballet de Flora : pas de cinq i, ii, iii                                  | id.              | id.                                                | id.   |
| 909                            | Ballet Excelsior : pas de deux                                            | id.              | id.                                                | id.   |
| 910                            | Ballet Excelsior : pas de trois                                           | id.              | id.                                                | id.   |
| 911 et 912                     | Ballet Excelsior : pas de cinq i, ii                                      | id.              | id.                                                | id.   |
| 913                            | Ballet Excelsior : pas du bouquet                                         | id.              | id.                                                | id.   |
| Félicien Trewey                |                                                                           |                  |                                                    |       |
| 1                              | Assiettes tournantes                                                      | louis Lumière    | Clos des Plages, La Ciotat                         | 1896  |
| 42                             | Écriture à l’envers                                                       | id.              | id.                                                | 1896  |
| 90                             | Le Serpent                                                                | id.              | id.                                                | id.   |
| 105                            | Chapeaux à transformation                                                 | id.              | id.                                                | id.   |
| 668                            | Jongleur au ballon                                                        | id.              | id.                                                | id.   |
| 757                            | Pierrot et la mouche                                                      | id.              | id.                                                | id.   |
| Le carnaval de Nice            |                                                                           |                  |                                                    |       |
| 138 à 145                      | Carnaval i, ii, iii, iv, v, vi, vii, viii                                 | Inconnu          | Devant le casino municipal, Place Masséna, Nice    | 1897  |
| Courses d'ânes à Charbonnières |                                                                           |                  |                                                    |       |
| 553                            | Courses d’ânes : Présentation des ânes                                    | Inconnu          | Asinodrome de Sainte-Luce, Charbonnières-les-Bains | 1897  |
| 554                            | Courses d’ânes : La Course                                                | id.              | id.                                                | id.   |
| Courses de taureaux à Nîmes    |                                                                           |                  |                                                    |       |
| 863                            | Sortie de la quadrille                                                    | Inconnu          | Arènes de Nîmes                                    | 1898  |
| 864                            | Picadors                                                                  | id.              | id.                                                | id.   |
| 865                            | Passements du manteau                                                     | id.              | id.                                                | id.   |
| 866 et 867                     | Banderilleros i, ii                                                       | id.              | id.                                                | id.   |
| 868                            | Estocada                                                                  | id.              | id.                                                | id.   |
| 869                            | Mort du taureau                                                           | id.              | id.                                                | id.   |
| 870                            | Enlèvement d’un cheval et d’un taureau                                    | id.              | id.                                                | id.   |
| 871                            | Départ                                                                    | id.              | id.                                                | id.   |
| Courses de taureaux de Béziers |                                                                           |                  |                                                    |       |
| 1107                           | Sortie de la quadrille (vue de face)                                      | Inconnu          | Arènes du plateau de Valras, Béziers               | 1899  |
| 1108                           | Sortie de la quadrille et commencement de la course (vue de trois-quarts) | id.              | id.                                                | id.   |
| 1109 et 1110                   | Picadors i, ii                                                            | id.              | id.                                                | id.   |
| 1111                           | Passements de manteaux                                                    | id.              | id.                                                | id.   |
| 1112 et 1113                   | Manteaux et banderilles i, ii                                             | id.              | id.                                                | id.   |
| 1114 et 1115                   | Estocade i, ii                                                            | id.              | id.                                                | id.   |
| 1116                           | Enlèvement du taureau                                                     | id.              | id.                                                | id.   |
| 1117 et 1118                   | Taureau refusant le combat i, ii                                          | id.              | id.                                                | id.   |
| Courses à Nogaro               |                                                                           |                  |                                                    |       |
| 1119 et 1120                   | Course landaise i, ii                                                     | Inconnu          | Nogaro                                             | 1900  |
| Les fêtes de Paris en 1899     |                                                                           |                  |                                                    |       |
| 1008                           | Concours d’automobiles fleuries (départ)                                  | Inconnu          | Les Tuileries                                      | 1899  |
| 1009                           | Concours d’automobiles fleuries (retour)                                  | id.              | id.                                                | id.   |
| 1010                           | Le Char et bataille de confettis                                          | id.              | Paris                                              | id.   |
| 1011                           | Le Cortège                                                                | id.              | Jardin du Palais-Royal, Paris                      | 1899  |
| 1012                           | Un Tournoi                                                                | id.              | id.                                                | id.   |
| 1013                           | Étienne Marcel, prévôt des marchands et son escorte                       | id.              | Paris                                              | 1899  |
| 1014                           | Le Char de la ville de Paris                                              | id.              | id.                                                | id.   |
| 1015                           | Le Char du fleuve                                                         | id.              | id.                                                | id.   |
| 1016                           | Le Char de la musique                                                     | id.              | id.                                                | id.   |
| 1033                           | Barre fixe                                                                | id.              | id.                                                | id.   |

## Sports
| Vue no                      | Titre                                      | Opérateur     | Lieu de tournage                                            | Année |
| --------------------------- | ------------------------------------------ | ------------- | ----------------------------------------------------------- | ----- |
| 17                          | Le Bicycliste                              | Inconnu       | Cours Gambetta (aujourd'hui cours Albert-Thomas), Lyon      | 1897  |
| 33                          | Départ de cyclistes                        | Louis Lumière | Route d'Ambérieu, Lyon                                      | 1896  |
| 38                          | Les Dames acrobates                        | Inconnu       | France                                                      | 1897  |
| 769                         | Les Joutes                                 | Inconnu       | Lyon                                                        | 1897  |
| Fêtes de gymnastique à Lyon |                                            |               |                                                             |       |
| 453                         | Sauts au cheval en longueur                | Inconnu       | Île Barbe, Lyon                                             | 1897  |
| 454                         | Sauts au cheval en travers                 | id.           | id.                                                         | id.   |
| 455                         | Cheval à arçons                            | id.           | id.                                                         | id.   |
| 456 et 457                  | Barres parallèles i, ii                    | id.           | id.                                                         | id.   |
| 458                         | Sauts à la perche                          | id.           | id.                                                         | id.   |
| 459                         | Mouvements d’ensemble                      | id.           | id.                                                         | id.   |
| 555                         | Sauts en hauteur                           | Inconnu       | France                                                      | 1897  |
| 832                         | Lutteurs                                   | Inconnu       | France                                                      | 1898  |
| 961                         | Football                                   | Inconnu       | France                                                      | 1898  |
| Le Grand Prix de Paris      |                                            |               |                                                             |       |
| 1017                        | La Pelouse. Voitures et Foule              | Inconnu       | Hippodrome de Longchamp, Paris                              | 1899  |
| 1018                        | Le Retour. Place de l’Étoile               | id.           | Avenue du Bois de Boulogne (aujourd'hui Avenue Foch), Paris | id.   |
| 1019                        | Le Retour. Au Bois                         | id.           | Paris                                                       | id.   |
| 1020                        | Le Retour. Aux Champs-Élysées              | id.           | id.                                                         | id.   |
| Les Kremo                   |                                            |               |                                                             |       |
| 1040                        | Sauts périlleux                            | Inconnu       | Paris                                                       | 1899  |
| 1041                        | Double saut périlleux                      | id.           | id.                                                         | id.   |
| 1042                        | Sauts périlleux par deux                   | id.           | id.                                                         | id.   |
| 1043                        | Sauts périlleux en long                    | id.           | id.                                                         | id.   |
| 1044                        | Pyramide                                   | id.           | id.                                                         | id.   |
| 1045                        | Les Petits Lutteurs (longueur : 13 mètres) | id.           | id.                                                         | id.   |

## Travail, chantiers
| Vue no             | Titre                                                  | Opérateur     | Lieu de tournage                                             | Année |
| ------------------ | ------------------------------------------------------ | ------------- | ------------------------------------------------------------ | ----- |
| 6                  | Abattage d’un arbre                                    | Louis Lumière | Usine Lumière, Lyon                                          | 1896  |
| 40                 | Démolition d’un mur i, ii                              | id.           | id.                                                          | id.   |
| 51                 | Les Forgerons                                          | id.           | id.                                                          | 1895  |
| 59                 | Le Labourage                                           | Inconnu       | Normandie                                                    | 1896  |
| 61                 | Moutons entrant à l’abattoir                           | id.           | Abattoir dit “La Ressence” (aujourd'hui détruit), La Ciotat  | id.   |
| 62                 | Le Maréchal-ferrant                                    | Louis Lumière | La Ciotat                                                    | 1896  |
| 63                 | Les Menuisiers                                         | id.           | Usine Lumière, Lyon                                          | id.   |
| 68                 | Pêcheurs raccommodant les filets                       | id.           | Port méditerranéen                                           | id.   |
| 70                 | Pêche aux sardines                                     | id.           | Port méditerranéen                                           | id.   |
| 75                 | La Pêche à l’épervier                                  | Inconnu       | France                                                       | 1896  |
| 92                 | Le Scaphandrier                                        | id.           | Port méditerranéen                                           | id.   |
| 122                | Défournage du coke                                     | id.           | Cokerie de Carmaux                                           | id.   |
| 123                | Chargement du coke                                     | id.           | id.                                                          | id.   |
| 320                | Embarquement d'une chaudière                           | Louis Lumière | La Ciotat                                                    | 1896  |
| 626                | Laveuses sur la rivière                                | Inconnu       | France                                                       | 1897  |
| 628                | Batteuse de blé                                        | id.           | id.                                                          | id.   |
| 635                | Faneurs à Argelès                                      | id.           | Pré de la haie de Mouda (aujourd'hui lotissement du Bergous) | 1897  |
| 649                | Démolition et chute d’une cheminée                     | id.           | France                                                       | id.   |
| 770                | Transport d’une tourelle par un attelage de 60 chevaux | id.           | Saint-Chamond                                                | id.   |
| 833                | Ouvriers réparant un trottoir en bitume                | id.           | France                                                       | 1898  |
| 929                | Les Maçons                                             | id.           | Lyon                                                         | 1896  |
| 930                | Transport d’une locomotive                             | id.           | Francheville                                                 | 1898  |
| Le canal de Jonage |                                                        |               |                                                              |       |
| 636                | Déchargement de wagonnets                              | Inconnu       | Canal de Jonage                                              | 1897  |
| 637                | Machine à damer                                        | id.           | id.                                                          | id.   |
| 638                | Arrivée et Déchargement d’un train de gravier          | id.           | id.                                                          | id.   |
| 639                | La Locomobile                                          | id.           | id.                                                          | id.   |
| 640                | La Machine à draguer                                   | id.           | id.                                                          | id.   |

## Militaires
| Vue no                                        | Titre                                                                           | Opérateur        | Lieu de tournage                    | Année |
| --------------------------------------------- | ------------------------------------------------------------------------------- | ---------------- | ----------------------------------- | ----- |
| 168                                           | Abreuvoir                                                                       | Inconnu          | Casernes de la Part-Dieu, Lyon      | 1896  |
| 186                                           | Dragons traversant la Saône à la nage                                           | id.              | Île Barbe, Lyon                     | id.   |
| 187                                           | Exercice du sabre                                                               | id.              | Casernes de la Part-Dieu, Lyon      | id.   |
| 188                                           | Leçon d’escrime : salut                                                         | id.              | Lyon                                | id.   |
| 190                                           | Leçon d’escrime : assaut                                                        | id.              | id.                                 | id.   |
| 191                                           | 96e de ligne en marche                                                          | id.              | Grand-Camp, Lyon                    | 1996  |
| 192                                           | Saut à la couverte                                                              | id.              | Casernes de la Part-Dieu, Lyon      | id.   |
| 194                                           | La Voltige                                                                      | Inconnu          | id.                                 | 1897  |
| 519                                           | Soupe des soldats                                                               | id.              | id.                                 | 1896  |
| 601                                           | Défilé de la garde républicaine à cheval                                        | id.              | Longchamp, Paris                    | 1897  |
| 602                                           | Cuirassiers traversant la Saône à la nage                                       | id.              | France                              | id.   |
| 603                                           | Défilé de cuirassiers                                                           | id.              | Lyon                                | id.   |
| 604                                           | Charge de cuirassiers                                                           | id.              | id.                                 | id.   |
| 928, perdu                                    | La Visite du vétérinaire                                                        | id.              | France                              | 1898  |
| 962                                           | Surprise d’une maison au petit jour                                             | id.              | Paris                               | 1898  |
| 1032                                          | Retour de la mission Marchand en France                                         | Inconnu          | Avenue de l'Opéra, Paris            | 1899  |
| 1127                                          | Lyon : Passage d’un gué par l’artillerie                                        | id.              | Lyon                                | 1900  |
| 1133                                          | Hussards français : saut de la barre                                            | id.              | Dole                                | id.   |
| 1394-1395                                     | Exercices de ski i, ii                                                          | id.              | Briançon                            | 1905  |
| Les pompiers de Paris                         |                                                                                 |                  |                                     |       |
| 778                                           | Paris : Les pompiers, Passage des pompes                                        | Inconnu          | Paris                               | 1897  |
| 779                                           | Paris : les pompiers, Retour des pompes à la caserne                            | id.              | id.                                 | id.   |
| 780                                           | Paris : un incendie                                                             | id.              | id.                                 | id.   |
| 1348                                          | Montée aux échelles                                                             | Inconnu          | Paris                               | 1905  |
| 1349                                          | Exercices de lances                                                             | id.              | id.                                 | id.   |
| Le 99e régiment d’infanterie                  |                                                                                 |                  |                                     |       |
| 497                                           | Assaut du portique                                                              | Inconnu          | Lyon                                | 1897  |
| 498                                           | Duel à l’épée                                                                   | id.              | id.                                 | id.   |
| 499                                           | Boxe et chausson                                                                | id.              | id.                                 | id.   |
| 500                                           | Le bâton                                                                        | id.              | id.                                 | id.   |
| 501                                           | Barres fixes                                                                    | id.              | id.                                 | id.   |
| 502                                           | Sauts en longueur                                                               | id.              | id.                                 | id.   |
| 503                                           | Anneaux et Trapèze                                                              | id.              | id.                                 | id.   |
| Manœuvres à Grand-Camp près de Lyon           |                                                                                 |                  |                                     |       |
| 504                                           | Artillerie : Défilé au trot                                                     | Inconnu          | Grand-Camp, Lyon                    | 1897  |
| 505                                           | Artillerie : Galop et mise en batterie                                          | id.              | id.                                 | id.   |
| 506                                           | Dragons : défilé au galop                                                       | id.              | id.                                 | id.   |
| 507, perdu                                    | Sauts d’obstacles sur deux rangs                                                | id.              | id.                                 | id.   |
| 508, perdu                                    | Sauts d’obstacles sur plusieurs rangs                                           | id.              | id.                                 | id.   |
| 509                                           | Sauts d’obstacles en masse                                                      | id.              | id.                                 | id.   |
| 510                                           | Combat de lances                                                                | id.              | id.                                 | id.   |
| 511                                           | Maniement de lances                                                             | id.              | id.                                 | id.   |
| 512                                           | Maniement du sabre                                                              | id.              | id.                                 | id.   |
| La revue du 14 juillet à Lyon                 |                                                                                 |                  |                                     |       |
| 513                                           | Revue militaire : Artillerie au galop                                           | Inconnu          | Place Bellecour, Lyon               | 1897  |
| 514                                           | Défilé d’infanterie                                                             | id.              | id.                                 | id.   |
| 515                                           | Défilé du train des équipages                                                   | id.              | id.                                 | id.   |
| 516                                           | Défilé de pompiers                                                              | id.              | id.                                 | id.   |
| 517 et 518                                    | Remise de décorations i, ii                                                     | id.              | id.                                 | id.   |
| Le 24e bataillon de chasseurs alpins          |                                                                                 |                  |                                     |       |
| 169                                           | 24e Bataillon chasseurs alpins : Défilé                                         | Inconnu          | Villefranche-sur-Mer                | 1897  |
| 170                                           | Défilé au pas de gymnastique                                                    | id.              | id.                                 | id.   |
| 171                                           | leçon de boxe                                                                   | id.              | id.                                 | id.   |
| 172                                           | Sauts d’obstacles                                                               | id.              | id.                                 | id.   |
| 173                                           | Exercices à la baïonnette                                                       | id.              | id.                                 | id.   |
| 174                                           | Exercices d’assouplissement                                                     | id.              | id.                                 | id.   |
| 175                                           | Rassemblement                                                                   | id.              | id.                                 | id.   |
| Le 27e bataillon de chasseurs alpins          |                                                                                 |                  |                                     |       |
| 176                                           | 27e Bataillon chasseurs alpins : Maniement d’armes                              | Inconnu          | Menton                              | 1897  |
| 177                                           | Assaut d’un mur                                                                 | id.              | id.                                 | id.   |
| 178                                           | Défilé                                                                          | id.              | id.                                 | id.   |
| 179                                           | Défilé du bataillon en masse                                                    | id.              | id.                                 | id.   |
| 180                                           | Assaut du portique                                                              | id.              | id.                                 | id.   |
| 181                                           | Exercice du bâton                                                               | id.              | id.                                 | id.   |
| Le 7e régiment de cuirassiers                 |                                                                                 |                  |                                     |       |
| 183                                           | Cuirassiers : départ                                                            | Inconnu          | Camp de La Valbonne, Béligneux      | 1896  |
| 184                                           | En fourrageurs (charge)                                                         | id.              | id.                                 | id.   |
| 185                                           | Mêlée (longueur : 12 mètres)                                                    | id.              | id.                                 | id.   |
| 1896                                          | Cuirassiers à cheval                                                            | id.              | id.                                 | id.   |
| Le 6e bataillon de chasseurs alpins           |                                                                                 |                  |                                     |       |
| 796                                           | 6e Bataillon de chasseurs alpins : Défilé en colonne double                     | Inconnu          | Caserne Saint Jean d'Angély, Nice   | 1898  |
| 797                                           | Défilé par sections                                                             | id.              | id.                                 | id.   |
| 798                                           | Formation du carré                                                              | id.              | id.                                 | id.   |
| 799                                           | Carré contre la cavalerie et déformation                                        | id.              | id.                                 | id.   |
| 800                                           | Rassemblement                                                                   | id.              | id.                                 | id.   |
| 801                                           | Exercice de boxe                                                                | id.              | Menton                              | 1897  |
| 802                                           | Ascension du sommet du Diable                                                   | id.              | Cime du Diable, massif de l'Authion | id.   |
| 803                                           | Descente du sommet du Diable                                                    | id.              | id.                                 | id.   |
| 804                                           | Artillerie de montagne, mise en batterie et feu                                 | id.              | id.                                 | id.   |
| 805                                           | Artillerie de montagne, chargement de mulets                                    | id.              | id.                                 | id.   |
| 806                                           | Une batterie dans la montagne (montée)                                          | id.              | id.                                 | id.   |
| 807                                           | Une batterie dans la montagne (descente)                                        | id.              | id.                                 | id.   |
| Les manœuvres des chasseurs alpins en 1899    |                                                                                 |                  |                                     |       |
| 1242 à 1244                                   | Chasseurs alpins : Défilé i, ii, iii                                            | Inconnu          | Les Alpes                           | 1899  |
| 1245                                          | Pliage des tentes                                                               | id.              | id.                                 | id.   |
| 1246                                          | Ouverture d’un chemin                                                           | id.              | id.                                 | id.   |
| 1247                                          | La Soupe                                                                        | id.              | id.                                 | id.   |
| 1248                                          | Formation des faisceaux et repos                                                | id.              | id.                                 | id.   |
| 1249, perdu                                   | Les Alpins en ville                                                             | id.              | id.                                 | id.   |
| 1250                                          | Les Alpins à la musique                                                         | id.              | id.                                 | id.   |
| 1251                                          | L’Alerte                                                                        | id.              | id.                                 | id.   |
| 1252                                          | Batterie dans la montagne                                                       | id.              | id.                                 | id.   |
| 1253-1254                                     | En file indienne dans la montagne i, ii : Montée et Descente                    | id.              | id.                                 | id.   |
| 1255-1256                                     | En file indienne sur les glaciers avec les raquettes i, ii : Montée et Descente | id.              | id.                                 | id.   |
| 1257-1258                                     | Descente à travers les rochers i, ii                                            | id.              | id.                                 | id.   |
| 1259                                          | Transport d’un canon à dos d’hommes                                             | id.              | id.                                 | id.   |
| 1260                                          | Glissade sur la neige                                                           | id.              | id.                                 | id.   |
| Le Carrousel de Saumur                        |                                                                                 |                  |                                     |       |
| 572                                           | Les ailes de moulin                                                             | Inconnu          | École de cavalerie, Saumur          | 1897  |
| 573                                           | Demi-tour par pelotons                                                          | id.              | id.                                 | id.   |
| 574                                           | Changement de main                                                              | id.              | id.                                 | id.   |
| 575                                           | Doublements dans la largeur                                                     | id.              | id.                                 | id.   |
| 576                                           | Les Quatre Grands Cercles                                                       | id.              | id.                                 | id.   |
| 577                                           | Les Huit Grands Cercles                                                         | id.              | id.                                 | id.   |
| 578                                           | Mêlée avec mousqueterie                                                         | id.              | id.                                 | id.   |
| 579                                           | Charge finale                                                                   | id.              | id.                                 | id.   |
| 580                                           | Artillerie du carrousel (feu de deux pièces)                                    | id.              | id.                                 | id.   |
| 581, perdu                                    | Course de têtes                                                                 | id.              | id.                                 | id.   |
| 582                                           | Saut de la haie en masse                                                        | id.              | id.                                 | id.   |
| 583                                           | Appui par six                                                                   | id.              | id.                                 | id.   |
| 584                                           | Appui par quatre                                                                | id.              | id.                                 | id.   |
| 585                                           | Appui par quatre au galop                                                       | id.              | id.                                 | id.   |
| 586                                           | Marche par douze                                                                | id.              | id.                                 | id.   |
| 587                                           | Doublés par six                                                                 | id.              | id.                                 | id.   |
| 588, perdu                                    | Les Quatre Carrés                                                               | id.              | id.                                 | id.   |
| 589                                           | Croisements                                                                     | id.              | id.                                 | id.   |
| 590                                           | Doublements en profondeur                                                       | id.              | id.                                 | id.   |
| 591                                           | Les Douze Petits Cercles                                                        | id.              | id.                                 | id.   |
| Démonstrations à Saumur                       |                                                                                 |                  |                                     |       |
| 592                                           | Reprise d’écuyers : Appui par trois                                             | Inconnu          | Saumur                              | 1897  |
| 593                                           | Reprise d’écuyers : passage                                                     | id.              | id.                                 | id.   |
| 594                                           | Cheval sauteur                                                                  | id.              | id.                                 | id.   |
| Exercices à Saumur                            |                                                                                 |                  |                                     |       |
| 595                                           | Assaut d’armes                                                                  | Inconnu          | Saumur                              | 1897  |
| 596                                           | Saut de la rivière                                                              | id.              | id.                                 | id.   |
| 597                                           | Saut du talus                                                                   | id.              | id.                                 | id.   |
| 598                                           | Saut de la haie                                                                 | id.              | id.                                 | id.   |
| 599                                           | mise en batterie et feu                                                         | id.              | id.                                 | id.   |
| 600                                           | Départ                                                                          | id.              | id.                                 | id.   |
| 605                                           | Défilé d’artillerie au pas                                                      | id.              | id.                                 | id.   |
| Manœuvres de pompiers à la préfecture de Lyon |                                                                                 |                  |                                     |       |
| 76 à 79                                       | Les Pompiers i, ii, iii, iv                                                     | Inconnu          | Préfecture, Lyon                    | 1896  |
| Fête à la caserne                             |                                                                                 |                  |                                     |       |
| 953                                           | L’Amateur de piano                                                              | Inconnu          | Sathonay                            | 1898  |
| 965                                           | Séance d’escrime                                                                | id.              | id.                                 | id.   |
| 966                                           | Séance de boxe                                                                  | id.              | id.                                 | id.   |
| À bord du Formidable                          |                                                                                 |                  |                                     |       |
| 808                                           | Les Cuirassés de l’escadre (panorama)                                           | Alexandre Promio | Villefranche-sur-Mer                | 1898  |
| 809                                           | Le Formidable                                                                   | id.              | id.                                 | id.   |
| 810                                           | Le Courbet                                                                      | id.              | id.                                 | id.   |
| 811                                           | Le Carnot                                                                       | id.              | id.                                 | id.   |
| 812                                           | L’Amiral rentrant à bord                                                        | id.              | id.                                 | id.   |
| 813                                           | Embarquement des marins dans leurs canots                                       | id.              | id.                                 | id.   |
| 814                                           | Départ du canot major                                                           | id.              | id.                                 | id.   |
| 815                                           | Départ des permissionnaires                                                     | id.              | id.                                 | id.   |
| 816                                           | Remise des médailles de Madagascar                                              | id.              | id.                                 | id.   |
| 817                                           | Salut aux couleurs                                                              | id.              | id.                                 | id.   |
| 818                                           | Escrime au sabre                                                                | id.              | id.                                 | id.   |
| 819                                           | Défilé d’inspection à bord de la compagnie de débarquement                      | id.              | id.                                 | id.   |
| 820                                           | Défilé d’inspection à bord des artilleurs et torpilleurs mineurs                | id.              | id.                                 | id.   |
| 821 et 822                                    | Lavage du pont i, ii                                                            | id.              | id.                                 | id.   |
| 823                                           | Essuyage du pont                                                                | id.              | id.                                 | id.   |
| 824                                           | Ramassage du linge                                                              | id.              | id.                                 | id.   |
| 825, perdu                                    | Embarquement d’un boeuf                                                         | id.              | id.                                 | id.   |
| 826 et 827                                    | Défilé de la compagnie de débarquement i, ii                                    | id.              | id.                                 | id.   |
| 828                                           | Défilé de l’artillerie de marine                                                | id.              | id.                                 | id.   |
| 829                                           | Explosion en mer                                                                | id.              | id.                                 | id.   |
| À bord de La Couronne                         |                                                                                 |                  |                                     |       |
| 1233                                          | Départ des canots majors                                                        | Inconnu          | Hyères                              | 1900  |
| 1235                                          | Ramassage du linge à bord de La Couronne                                        | id.              | id.                                 | id.   |
| 1237                                          | Embarquement à bord                                                             | id.              | id.                                 | id.   |
| 1238                                          | Embarquement dans les canots                                                    | id.              | id.                                 | id.   |
| 1241                                          | Vue prise d'une baleinière en marche                                            | id.              | id.                                 | id.   |
| Les Marins de Brest et de Lorient             |                                                                                 |                  |                                     |       |
| 1234                                          | Lancement d’une torpille (vue technique)                                        | Inconnu          | Brest                               | 1901  |
| 1236                                          | Leçon de boxe à bord du Bouvines                                                | id.              | id.                                 | id.   |
| 1239                                          | Hissage de la baleinière                                                        | id.              | id.                                 | id.   |
| 1240                                          | Manœuvre d’incendie                                                             | id.              | id.                                 | id.   |
| 1396                                          | Leçon de boxe                                                                   | id.              | École des fusiliers marins, Lorient | 1903  |
| 1397                                          | Saut des pistes                                                                 | id.              | id.                                 | id.   |
| 1398                                          | Planche à rainures                                                              | id.              | id.                                 | id.   |
| 1399                                          | Apprentis fusiliers (défilé en colonne double)                                  | id.              | id.                                 | id.   |
| 1400                                          | Descente dans la batterie                                                       | id.              | Brest                               | id.   |

## Évènements officiels
| Vue no                                              | Titre                                                                                | Opérateur        | Lieu de tournage                                                                          | Année |
| --------------------------------------------------- | ------------------------------------------------------------------------------------ | ---------------- | ----------------------------------------------------------------------------------------- | ----- |
| 1031                                                | Mr Loubet aux courses                                                                | Inconnu          | Paris                                                                                     | 1901  |
| 1299                                                | L’Arrivée en voiture. La Remise des décorations. La Sortie de la chambre de commerce | Inconnu          | Place de la République (Lyon)                                                             | 1900  |
| 1392, perdu                                         | Départ de Sa Majesté le roi et de Mr Le Président de Versailles                      | Inconnu          | Versailles                                                                                | 1903  |
| 1393                                                | Départ de Sa Majesté le roi et de M. le président pour la chasse à Rambouillet       | id.              | Rambouillet                                                                               | id.   |
| Voyage du tsar Nicolas II en France en 1896         |                                                                                      |                  |                                                                                           |       |
| 161                                                 | Débarquement des souverains russes                                                   | Constant Girel   | Débarcadère de l'arsenal, Cherbourg                                                       | 1896  |
| 162                                                 | Entrée des souverains russes et du président de la République sous le hall           | id.              | Arsenal, Cherbourg                                                                        | id.   |
| 163                                                 | Les Souverains russes et le président de la République aux Champs-Élysées            | Alexandre Promio | Avenue des Champs-Élysées, Paris                                                          | id.   |
| 164                                                 | Chasseurs à cheval et Spahis de l’escorte                                            | id.              | id.                                                                                       | id.   |
| 165                                                 | Dragons de l’escorte                                                                 | id.              | id.                                                                                       | id.   |
| 166                                                 | Général Saussier et son état-major                                                   | id.              | id.                                                                                       | id.   |
| 167                                                 | La Foule sur la place de l’Opéra                                                     | id.              | Place de l’Opéra, Paris                                                                   | id.   |
| 193                                                 | Défilé de Turcos                                                                     | id.              | École Militaire, Paris                                                                    | id.   |
| Voyage du tsar Nicolas II en France en 1901         |                                                                                      |                  |                                                                                           |       |
| 1300, perdu                                         | Embarquement de Mr le président de la République sur le Cassini, à Dunkerque         | Inconnu          | Dunkerque                                                                                 | 1901  |
| 1301, perdu                                         | Départ du Cassini                                                                    | id.              | id.                                                                                       | id.   |
| 1302, perdu                                         | Arrivée du Standart                                                                  | id.              | id.                                                                                       | id.   |
| Voyage du président Félix Faure en Vendée           |                                                                                      |                  |                                                                                           |       |
| 468                                                 | Train présidentiel                                                                   | Charles Moisson  | La Roche-sur-Yon                                                                          | 1897  |
| 469                                                 | Le Président arrivant à l’inauguration du monument de Paul Baudry                    | id.              | id.                                                                                       | id.   |
| 470                                                 | Le Président après l’inauguration du monument de Paul Baudry                         | id.              | id.                                                                                       | id.   |
| 471                                                 | La Fanfare des Sables                                                                | id.              | Les Sables-d'Olonne                                                                       | id.   |
| 472                                                 | Débarquement de Mr le président au Carnet                                            | id.              | Le Carnet (aujourd'hui Froissay)                                                          | id.   |
| 473                                                 | Débarquement des Sablaises                                                           | id.              | Les Sables-d'Olonne                                                                       | id.   |
| 474                                                 | Mr Le Président arrivant au bal des Sablaises                                        | id.              | id.                                                                                       | id.   |
| 475                                                 | Bal des Sablaises                                                                    | id.              | id.                                                                                       | id.   |
| 476                                                 | Arrivée de l’ Élan                                                                   | id.              | Arsenal de Rochefort                                                                      | id.   |
| 477                                                 | Panorama de l’arsenal                                                                | id.              | id.                                                                                       | id.   |
| 478                                                 | Arrivée de Mr le président dans l’arsenal                                            | id.              | id.                                                                                       | id.   |
| 479                                                 | Mr Le Président à l’hôpital militaire écoutant le compliment d’une petite fille      | id.              | Rochefort                                                                                 | id.   |
| 480                                                 | Remise de décorations                                                                | id.              | Saintes                                                                                   | id.   |
| 481                                                 | Cortège de Mr le président sortant de la gare                                        | id.              | id.                                                                                       | id.   |
| 482                                                 | Panorama du port                                                                     | id.              | La Rochelle                                                                               | id.   |
| 483                                                 | Débarquement de Mr le président                                                      | id.              | Saint-Martin-de-Ré, Île de Ré                                                             | id.   |
| 484                                                 | Réception à La Flotte                                                                | id.              | La Flotte, Île de Ré                                                                      | id.   |
| 485                                                 | Arrivée de Mr le président à Sainte-Marie                                            | id.              | Sainte-Marie-de-Ré                                                                        | id.   |
| 486                                                 | Embarquement de Mr le président au départ de l’Île de Ré                             | id.              | Rivedoux-Plage, Île de Ré                                                                 | id.   |
| 487                                                 | Arrivée en voiture à la gare                                                         | id.              | Fontenay-le-Comte                                                                         | id.   |
| Voyage du président Félix Faure à Saint-Étienne     |                                                                                      |                  |                                                                                           |       |
| 918                                                 | Mr le Président sortant de la gare                                                   | Inconnu          | Saint-Étienne                                                                             | 1898  |
| 919                                                 | Mr le Président sortant de la gare, suite du cortège                                 | id.              | id.                                                                                       | id.   |
| 920                                                 | Mr le Président à l’intérieur de l’École des mines                                   | id.              | École des mines                                                                           | id.   |
| 921                                                 | Mr le Président sortant de l’École des mines                                         | id.              | id.                                                                                       | id.   |
| 922                                                 | Mr Le Président entrant au musée                                                     | id.              | Saint-Étienne                                                                             | id.   |
| 923                                                 | Mr le président sortant du musée                                                     | id.              | id.                                                                                       | id.   |
| 924                                                 | Mr Le Président sortant de l’Hôtel de ville                                          | id.              | Hôtel de ville                                                                            | id.   |
| Revue du 14 juillet à Longchamp                     |                                                                                      |                  |                                                                                           |       |
| 971                                                 | Arrivée de Mr le président Félix Faure                                               | Gabriel Veyre    | Hippodrome de Longchamp, Paris                                                            | 1898  |
| 972                                                 | Défilé de la garde républicaine et des pompiers                                      | id.              | id.                                                                                       | id.   |
| 973                                                 | Défilé du génie                                                                      | id.              | id.                                                                                       | id.   |
| 974                                                 | Charge finale et départ de Mr le président                                           | id.              | id.                                                                                       | id.   |
| Obsèques du président Félix Faure                   |                                                                                      |                  |                                                                                           |       |
| 1001 et 1002                                        | Le Char funèbre i, ii                                                                | Inconnu          | Rue de Rivoli, Paris                                                                      | 1899  |
| 1003                                                | Les Couronnes                                                                        | id.              | id.                                                                                       | id.   |
| 1004 à 1006                                         | Délégations i, ii, iii                                                               | id.              | id.                                                                                       | id.   |
| 1007                                                | La Foule après le cortège                                                            | id.              | id.                                                                                       | id.   |
| Voyage du président Émile Loubet à Nice et à Toulon |                                                                                      |                  |                                                                                           |       |
| 1312                                                | Cortège présidentiel                                                                 | Inconnu          | Place Masséna, Nice                                                                       | 1901  |
| 1313                                                | Départ de Mr le président de la tribune des Anglais                                  | id.              | Promenade des Anglais, Nice                                                               | id.   |
| 1314                                                | Mr le président de la République sur la Jetée-promenade                              | id.              | nice                                                                                      | id.   |
| 1315                                                | Arrivée à l’exposition florale                                                       | id.              | Square Masséna, nice                                                                      | id.   |
| 1316                                                | Départ de l’exposition florale                                                       | id.              | id.                                                                                       | id.   |
| 1317                                                | Défilé des chasseurs alpins sur la promenade des Anglais                             | id.              | Promenade des Anglais, Nice                                                               | id.   |
| 1318                                                | Défilé des chasseurs alpins après la remise du drapeau                               | id.              | Nice                                                                                      | id.   |
| 1319                                                | À bord du Saint-Louis : Arrivée de M. le président                                   | id.              | Villefranche-sur-Mer                                                                      | id.   |
| 1320                                                | À bord du Saint-Louis : descente de la passerelle                                    | id.              | Toulon                                                                                    | id.   |
| 1321                                                | À bord du Saint-Louis : manœuvre de la tourelle d’avant                              | id.              | id.                                                                                       | id.   |
| 1322                                                | L’Amiral et Les Officiers du Saint-Louis                                             | id.              | id.                                                                                       | id.   |
| 1323                                                | Mr le Président à son arrivée à Toulon avec sa maison militaire                      | id.              | id.                                                                                       | id.   |
| 1324                                                | Mr le Président et le Duc de Gênes à bord du Lepanto                                 | id.              | id.                                                                                       | id.   |
| 1325                                                | Mr le Président et le Duc de Gênes : Revue des troupes                               | id.              | id.                                                                                       | id.   |
| 1326                                                | Débarquement du duc de Gênes à l’arsenal                                             | id.              | Arsenal de Toulon                                                                         | id.   |
| 1327                                                | Départ de Toulon pour la Seyne                                                       | id.              | Toulon                                                                                    | id.   |
| 1328                                                | Mr le Président visitant le Tsarevitch en construction à la Seyne                    | id.              | Chantier naval de la Société des Forges et chantiers de la Méditerranée, La Seyne-sur-Mer | id.   |
| Émile Loubet à l'exposition universelle             |                                                                                      |                  |                                                                                           |       |
| 1152                                                | Inauguration de l’exposition par M. le président de la République                    | Inconnu          | Exposition universelle 1900, Paris                                                        | 1900  |
| 1153                                                | Inauguration des palais                                                              | id.              | id.                                                                                       | id.   |
| 1179                                                | L’Arrivée du cortège officiel au banquet des maires                                  | id.              | Jardin des Tuileries                                                                      | id.   |
| 1180                                                | L’Arrivée des maires                                                                 | id.              | id.                                                                                       | id.   |

## Vues historiques et scènes reconstituées
| Vue no | Titre                                       | Opérateur        | Lieu de tournage | Année |
| ------ | ------------------------------------------- | ---------------- | ---------------- | ----- |
| 650    | La Défense du drapeau                       | Alexandre Promio | Paris            | 1897  |
| 673    | Napoléon et La Sentinelle                   | id.              | id.              | id.   |
| 744    | Signature du traité de Campo-Formio         | id.              | id.              | id.   |
| 745    | Les Dernières Cartouches                    | id.              | id.              | id.   |
| 746    | Assassinat de Kléber                        | id.              | id.              | id.   |
| 747    | Néron essayant des poisons sur des esclaves | id.              | id.              | id.   |
| 748    | Mort de Robespierre                         | id.              | id.              | id.   |
| 749    | Mort de Marat                               | id.              | id.              | id.   |
| 750    | Entrevue de Napoléon et du Pape             | id.              | id.              | id.   |
| 751    | Mort de Charles Ier                         | id.              | id.              | id.   |
| 752    | Assassinat du duc de Guise                  | id.              | id.              | id.   |
| 963    | Combat sur la voie ferrée                   | Alexandre Promio | Paris            | 1898  |
| 964    | Exécution de Jeanne d’Arc                   | Inconnu          | Paris            | 1898  |